# Fronton (Texas)
Frontón es un lugar designado por el censo ubicado en el condado de Starr en el estado estadounidense de Texas. En el Censo de 2010 tenía una población de 180 habitantes y una densidad poblacional de 174,18 personas por km².

## Toponimia
El topónimo frontón deriva de la palabra española para designar a la parte escarpada de una costa. Originalmente, se designó con este nombre a un banco de rocas en el cauce bajo del río Grande que se llamaba La Hacha. La ciudad de San Francisco de las Playas fundada en el año 1700 por los españoles, actual Frontón, toma su nombre de este accidente geográfico.

## Geografía
Frontón se encuentra ubicado en las coordenadas 26°25′33″N 99°4′34″O / 26.42583, -99.07611. Según la Oficina del Censo de los Estados Unidos, Fronton tiene una superficie total de 1.03 km², de la cual 1.03 km² corresponden a tierra firme y (0%) 0 km² es agua.

## Demografía
Según el censo de 2010, había 180 personas residiendo en Frontón. La densidad de población era de 174,18 hab./km². De los 180 habitantes, Frontón estaba compuesto por el 98.89% blancos, el 0% eran afroamericanos, el 0% eran amerindios, el 0% eran asiáticos, el 0% eran isleños del Pacífico, el 0% eran de otras razas y el 1.11% pertenecían a dos o más razas. Del total de la población el 100% eran hispanos o latinos de cualquier raza.